# Càtedra Herchel Smith de matemàtiques pures
La Càtedra Herchel Smith de matemàtiques pures és una càtedra de matemàtiques pures de la Universitat de Cambridge. Va ser establert el 2004 per una donació de Herchel Smith "de 14.315 milions de lliures esterlines en cinc parts iguals per donar suport la dotació total de cinc professors en els àmbits de les matemàtiques pures, la física, la bioquímica, la biologia molecular i la genètica molecular." Quan el lloc es va anunciar el 2004, el salari ofert era de 52.936 lliures esterlines (o més), sent l'estipendi acadèmic mínim, i s'esperava que el primer titular se centrés en l'anàlisi matemàtica.

## Llista Herchel Smith de professors de matemàtiques pures
- 2006 Ben J. Green